# Copa Ecuador 2025
La Copa Ecuador 2025 (conosciuta anche con il nome di Copa Ecuador DirecTV PlayGreen 2025 per motivi di sponsorizzazione), è la 4ª edizione della coppa nazionale dell'Ecuador. Il torneo ha preso avvio il 30 aprile 2025 e si concluderà il 26 novembre dello stesso anno, vedendo la partecipazione di 49 squadre. La squadra campione in carica è l'El Nacional.

## Formula
Per quest'edizione la competizione ha mantenuto il formato ad eliminazione diretta utilizzato in precedenza. Un turno preliminare prevede la partecipazione di una squadra di Segunda Categoría e una proveniente dai campionati amatoriali, con la vincente che ottiene la qualificazione per il primo turno della competizione, dove si uniscono anche le altre squadre dei campionati amatoriali, di Segunda Categoría e 10 squadre di Serie B in un turno ad eliminazione diretta di sola andata.
Al secondo turno prendono parte anche le 16 squadre di Serie A, con tutti i turni ad eccezione della semifinale che sono giocati con gare di sola andata.

## Calendario
| Turno            | Sorteggio      | Incontri                      |
| ---------------- | -------------- | ----------------------------- |
| Preliminare      | 16 aprile 2025 | 30 aprile 2025                |
| Primo turno      | 16 aprile 2025 | 9 maggio - 13 giugno 2025     |
| Secondo turno    | 13 giugno 2025 | 9 luglio - 28 agosto 2025     |
| Ottavi di finale | 13 giugno 2025 | 17 settembre - 8 ottobre 2025 |
| Quarti di finale | 13 giugno 2025 | 15-22 ottobre 2025            |
| Semifinali       | 13 giugno 2025 | 5-12 novembre 2025            |
| Finale           | 13 giugno 2025 | 26 novembre 2025              |

## Squadre partecipanti
Alla competizione prendono parte 49 squadre; 16 provenienti dalla Serie A, le 10 squadre di Serie B,. 21 dalla Segunda Categoría e 2 squadre provenienti dai campionati amatoriali. Seppur Chacaritas e Vargas Torres siano state ripescate pur essendo arrivate agli ultimi due posti della Serie B, non hanno preso parte alla competizione.

### Serie A
- Aucas
- Barcelona SC
- Delfín
- Deportivo Cuenca
- El Nacional
- Emelec
- Independiente del Valle
- Libertad
- LDU Quito
- Macará
- Manta
- Mushuc Runa
- Orense
- Téc. Universitario
- Universidad Católica
- Vinotinto

### Serie B
- Nueve de Octubre
- 22 de Julio
- Atletico Vinotinto
- Cumbayá
- Gualaceo
- Guayaquil City
- Imbabura
- Indep. Juniors
- Leones del Norte
- San Antonio

### Segunda Categoría
- Baños Ciudad de Fuego
- Cuenca Juniors
- Deportivo Coca
- Deportivo Ibarra
- Deportivo Santo Domingo
- Ecuagenera
- Huaquilas
- La Cantera
- La Troncal
- LDU Portoviejo
- Liga de Macas
- Loja City
- Luz Valdivia
- Miguel Iturralde
- Mineros
- Montúfar
- Olmedo
- Panamericana
- Patria
- Rio Aguarico
- San Camilo

### Campionati amatoriali
- Deportivo Quito
- Sembrando Buenos Campeones

## Partite

### Turno preliminare
Il turno preliminare si è giocato in gara singola tra la squadra con il peggior punteggio in Segunda Categoría 2024 e la seconda classificata del campionato amatoriale, per assegnare un posto al primo turno.
| Squadra 1       | Risultato | Squadra 2 |
| --------------- | --------- | --------- |
| 30 aprile 2024  |           |           |
| Deportivo Quito | 0 – 2     | Loja City |

### Primo turno
Al primo turno prendono parte 10 squadre di Serie B, 20 squadre di Segunda Categoría e una squadra del campionato amatoriale.
| Squadra 1                  | Risultato       | Squadra 2               |
| -------------------------- | --------------- | ----------------------- |
| San Camilo                 | 0 – 0 (3-4 dtr) | Guayaquil City          |
| Deportivo Coca             | 0 – 3           | 22 de Julio             |
| Mineros                    | 0 – 2           | Gualaceo                |
| Ecuagenera                 | 2 – 1           | Cumbayá                 |
| Cuenca Juniors             | 2 – 2 (5-4 dtr) | Atletico Vinotinto      |
| La Troncal                 | 1 – 2           | Imbabura                |
| Panamericana               | 0 – 1           | Nueve de Octubre        |
| Sembrando Buenos Campeones | 0 – 4           | Leones del Norte        |
| LDU Portoviejo             | 1 – 1 (4-3 dtr) | Indep. Juniors          |
| Olmedo                     | 2 – 2 (5-3 dtr) | Liga de Macas           |
| Luz Valdivia               | 1 – 1 (4-5 dtr) | Deportivo Santo Domingo |
| Baños Ciudad de Fuego      | 2 – 2 (4-3 dtr) | Huaquilas               |
| Rio Aguarico               | 2 – 1           | Loja City               |
| Patria                     | 1 – 1 (1-3 dtr) | Miguel Iturralde        |
| Montúfar                   | 1 – 4           | La Cantera              |
| Deportivo Ibarra           | 0 – 0 (4-5 dtr) | San Antonio             |